# Comuna Novohrîhorivka, Henicesk
Novohrîhorivka (în ucraineană Новогригорівка) este o comună în raionul Henicesk, regiunea Herson, Ucraina, formată din satele Novohrîhorivka (reședința), Rozî Liuksemburh și Zelenîi Hai.

## Demografie
Componența lingvistică a comunei Novohrîhorivka
     Rusă (75,34%)
     Ucraineană (24,21%)
     Alte limbi (0,12%)
Conform recensământului din 2001, majoritatea populației comunei Novohrîhorivka era vorbitoare de rusă (75,34%), existând în minoritate și vorbitori de ucraineană (24,21%).